# Бергей
Бергей (др.-греч. Βεργαῖος) — парадинаст (правитель) в Одрисском царстве конца V века до н. э.
О Бергее известно из обнаруженного нумизматического материала. Ряд исследователей относят найденные серебряные монеты с именем Бергея к периоду около 400 г. до н. э. На них, как и на фасосских монетах, изображены сатир с нимфой. Поэтому одни специалисты считают, что Бергей был властителем части этого острова. Другие допускают, что Бергей правил в расположенной напротив острова материковой Фракии, возможно, в Пангейской области. Анисимов К. А. усматривает наличие родственных связей между Бергеем и Берисадом, отмечая сходство их имён и единство управляемой территории.